# Money (Mississippi)
Money è una comunità non incorporata della contea di Leflore nello Stato del Mississippi, negli Stati Uniti. La sua popolazione si aggira intorno ai 100 abitanti. All'inizio del 1950, la località aveva una popolazione di 400 abitanti ed era anche presente una sgranatrice di cotone, oggi dismessa. Money è situata lungo una linea ferroviaria che attraversa il fiume Tallahatchie, un affluente dello Yazoo, nella zona orientale del delta del Mississippi. Lo ZIP code del centro abitato è 38945 e fa parte dell'area metropolitana di Greenwood.
Money salì alla ribalta della cronaca nazionale nel 1955, quando il 14enne Emmett Till venne ucciso da un gruppo di suprematisti bianchi. Nello stesso anno si tenne il processo agli assassini, che però furono assolti, presumibilmente per via del fatto che la giuria era composta interamente da bianchi. Dopo aver venduto la loro storia alla rivista Look, solo nel 1956 si incolparono dell'omicidio.